# Queguayar
Queguayar ist eine Ortschaft im Westen Uruguays. 

## Geographie
Sie befindet sich im 11. Sektor des Departamento Paysandú jeweils einige Kilometer nordöstlich von Lorenzo Geyres und südöstlich der Stadt Quebracho. Durch Queguayar fließt der Larga, ein linksseitiger Nebenfluss des Arroyo Quebracho Grande. Unweit südwestlich bzw. südöstlich von Queguayar entspringen die beiden rechtsseitigen Nebenflüsse des Río Queguay Grande, der de Agesta und der de las Piedras.

## Infrastruktur
An Queguayar führt im Osten die Ruta 3 entlang.

## Einwohner
Die Einwohnerzahl von Queguayar betrug bei der letzten Volkszählung 108 (Stand 2004).
| Jahr | Einwohner |
| ---- | --------- |
| 1996 | -         |
| 2004 | 108       |

Quelle: Instituto Nacional de Estadística de Uruguay